# Cotarsina
Cotarsina là một chi bướm đêm thuộc họ Noctuidae.